# Uroxys rugatus
Uroxys rugatus är en skalbaggsart som beskrevs av Antoine Boucomont 1928. Uroxys rugatus ingår i släktet Uroxys och familjen bladhorningar. Inga underarter finns listade i Catalogue of Life.